# كليا (شهدا بهشهر)
کلیا (بالفارسية: کلیا) هي قرية تقع في إيران في Shohada Rural District. يقدر عدد سكانها بـ 107 نسمة بحسب إحصاء 2016.